# Докшици
Докшици (на беларуски: Докшыцы; на руски: Докшицы) е град в Беларус, административен център на Докшицки район, Витебска област. Населението на града през 2010 година е 6954 души (по приблизителна оценка от 1 януари 2018 г.).

## История
За пръв път селището се упоменава през 1407 година.